# Evan Peters
Evan Thomas Peters (St. Louis, 20 januari 1987) is een Amerikaans acteur. In Nederland en België is Peters vooral bekend van zijn rollen in de televisieserie American Horror Story en zijn rol als Jeffrey Dahmer in Dahmer – Monster: The Jeffrey Dahmer Story..

## Carrière
Na zijn tweede auditie werd Peters uitgekozen voor de rol van Adam in Clippin Adam. Zijn doorbraak kwam echter pas in 2011 met zijn vertolking van de rol van Tate Langdon in de serie American Horror Story: Murder House. Hij speelde ook een belangrijke rol in het eerste tot en met het zevende seizoen van American Horror Story. Daarnaast vertolkte hij van 2014 tot en met 2019 de rol van Peter Maximoff / Quicksilver in de bioscoopfilms X-Men: Days of Future Past, X-Men: Apocalypse, Deadpool 2 en X-Men: Dark Phoenix.
In september 2022 vertolkte Peters de hoofdrol van seriemoordenaar Jeffrey Dahmer in de Netflix-serie Dahmer – Monster: The Jeffrey Dahmer Story, dat dient als eerste serie in de Monster-reeks.

## Filmografie

### Films
| Jaar | Titel                           | Rol                          | Opmerking                             |
| ---- | ------------------------------- | ---------------------------- | ------------------------------------- |
| 2004 | Clipping Adam                   | Adam Sheppard                |                                       |
| 2004 | Sleepover                       | Russel 'Spongebob' Hayes     |                                       |
| 2007 | An American Crime               | Ricky Hobbs                  |                                       |
| 2007 | Mama's Boy                      | Keith                        | Niet op de titelrol                   |
| 2008 | Remarkable Power                | Ross                         |                                       |
| 2008 | Gardens of the Night            | Brian/Rachel                 |                                       |
| 2008 | Never Back Down                 | Max Cooperman                |                                       |
| 2010 | Kick-Ass                        | Todd                         |                                       |
| 2011 | Never Back Down 2: The Beatdown | Max Cooperman                |                                       |
| 2014 | Adult World                     | Alex                         | 1 aflevering: Mr. Monk and the Genius |
| 2014 | X-Men: Days of Future Past      | Peter Maximoff / Quicksilver |                                       |
| 2015 | Safelight                       | Charles                      |                                       |
| 2015 | The Lazarus Effect              | Clay                         |                                       |
| 2016 | X-Men: Apocalypse               | Peter Maximoff / Quicksilver |                                       |
| 2018 | Deadpool 2                      | Peter Maximoff / Quicksilver | (cameo)                               |
| 2018 | American Animals                | Warren Lipka                 |                                       |
| 2019 | X-Men: Dark Phoenix             | Peter Maximoff / Quicksilver |                                       |
| 2019 | I Am Woman                      | Jeff Wald                    |                                       |
| 2023 | Wish                            | Simon                        | Stem                                  |

### Televisie
| Jaar      | Titel                                      | Rol                        | Opmerkingen                           |
| --------- | ------------------------------------------ | -------------------------- | ------------------------------------- |
| 2004      | The Days                                   | Cooper Day                 | 6 afleveringen                        |
| 2004-2005 | Phil of the Future                         | Seth Wosmer                | 5 afleveringen                        |
| 2005-2006 | Invasion                                   | Jesse Varon                | 21 afleveringen                       |
| 2008      | House                                      | Oliver                     | 1 aflevering: Last Resort             |
| 2008      | Monk                                       | Eric Tavela                | 1 aflevering: Mr. Monk and the Genius |
| 2008      | Without a Trace                            | Craig Baskin               | 1 aflevering: A Bend in the Road      |
| 2008      | Dirt                                       | Craig Hope                 | 1 aflevering: God Bless the Child     |
| 2008-2009 | One Tree Hill                              | Jack Daniels               | 6 afleveringen                        |
| 2009      | Ghost Whisperer                            | Dylan                      | 1 aflevering: Excessive Forces        |
| 2010      | The Mentalist                              | Oliver McDaniel            | 1 aflevering: 18-5-4                  |
| 2010      | Criminal Minds                             | Charlie Hillridge          | 1 aflevering: Mosley Lane             |
| 2010      | The Office                                 | Luke Cooper                | 1 aflevering: Nepotism                |
| 2011      | Parenthood                                 | Brandon                    | 1 aflevering: New Plan                |
| 2011      | In Plain Sight                             | Joey Roston / Joey Wilson  | 1 aflevering: Crazy Like a Witness    |
| 2011      | American Horror Story: Murder House        | Tate Langdon               | 12 afleveringen                       |
| 2012      | American Horror Story: Asylum              | Kit Walker                 | 13 afleveringen                       |
| 2013      | American Horror Story: Coven               | Kyle Spencer               | 11 afleveringen                       |
| 2014      | American Horror Story: Freak Show          | Jimmy Darling              | 13 afleveringen                       |
| 2015      | American Horror Story: Hotel               | James March                | 10 afleveringen                       |
| 2016      | American Horror Story: Roanoke             | Rory Monahan               | 6 afleveringen                        |
| 2017      | American Horror Story: Cult                | Kai Anderson               | 11 afleveringen                       |
| 2018      | American Horror Story: Apocalypse          | Mr. Gallant / Jeff Pfister |                                       |
| 2021      | WandaVision                                | Ralph Bohner               | 4 afleveringen                        |
| 2022      | Dahmer – Monster: The Jeffrey Dahmer Story | Jeffrey Dahmer             | 10 afleveringen                       |
| 2024      | Agatha All Along                           | Ralph Bohner               | 1 aflevering: Familiar by Thy Side    |